# Plebejus infraobscura
Plebejus infraobscura är en fjärilsart som beskrevs av Lampke 1955. Plebejus infraobscura ingår i släktet Plebejus och familjen juvelvingar. Inga underarter finns listade i Catalogue of Life.